# Arrondissement di Charleroi
L'arrondissement di Charleroi (in francese Arrondissement de Charleroi, in olandese Arrondissement Charleroi) è una suddivisione amministrativa belga, situata nella provincia dell'Hainaut e nella regione della Vallonia.

## Composizione
L'arrondissement di Charleroi raggruppa 12 comuni:
- Aiseau-Presles
- Chapelle-lez-Herlaimont
- Charleroi
- Châtelet
- Courcelles
- Farciennes
- Fleurus
- Fontaine-l'Evêque
- Gerpinnes
- Les Bons Villers
- Montigny-le-Tilleul
- Pont-à-Celles

## Società

### Evoluzione demografica
Abitanti censiti
- Fonte dati INS - fino al 1970: 31 dicembre; dal 1980: 1º gennaio